# Pałac Potockich w Tulczynie
Pałac Potockich (ukr. Палац Потоцьких) – pałac, który polecił zbudować w Tulczynie w 1781 r. Stanisław Szczęsny Potocki. Powstał w stylu klasycystycznym według projektu Lacroix; stał się centrum kresowego latyfundium Potockiego po jego wyprowadzce z Krystynopola.

## Położenie
Pałac znajduje się na końcu miasta przy drodze do Bracławia.

## Historia
17 maja 1787 r. w pałacu zatrzymał się król Polski Stanisław August Poniatowski, na cześć którego wydano obiad dla 150 osób. W 1792 r. pałac stanowił główny ośrodek konfederacji targowickiej. Od 1804 r. do końca życia w pałacu mieszkał Stanisław Trembecki. Po śmierci Stanisława Szczęsnego Potockiego w 1809 r. rozpoczął się upadek rezydencji, która znalazła się w ręku jego trzeciej żony Zofii Potockiej, zwanej Piękną Bitynką, a potem ich syna Mieczysława. W 1843 r. pałac odwiedził Józef Ignacy Kraszewski. Od 1892 r. mieściło się w nim kasyno oficerskie. W 1928 r. spłonęło górne piętro pałacu.

## Architektura, wyposażenie
Był to z największy pałac magnacki na wschodnich terenach Rzeczypospolitej, posiadający 17-osiową elewację o długości 68 m. Częściowo zachowany pałac jest przykładem polskiej architektury klasycystycznej i charakterystycznego dla niej typu palladiańskiego. Pałac flankowały dwie oficyny o długości ok. 80 m. Elewacja ogrodowa pałacu przypomina północną elewację pałacu w Łazienkach. Fasadę ozdabiał złoty napis w języku polskim: Oby zawsze wolnych i cnotliwych był mieszkaniem, roku 1782 wystawiony. W pałacu było 100 sal, cenna biblioteka z dokumentami sięgającymi XIV i XV w., bogata kolekcja gobelinów i obrazów w tym m.in. Tycjana, Rembrandta, Rafaela, Rubensa, Antoon van Dycka, Teniersa. Park otaczający rezydencję założono w 1793 r. według projektu Piotra Lenreau i nazywany był Chorosza od francuskiego La Roche. Fronton pałacu łączył się widokową aleją z położonym w odległości 200 m kościołem zakonu dominikanów. Aleja obecnie jest zabudowana. Na terenie pałacu tuż przed wizytą króla wybudowano też teatr.